# Willer Ditta
Willer Emilio Ditta Pérez (La Jagua de Ibirico, 23 gennaio 1997) è un calciatore colombiano, difensore del Cruz Azul.

## Carriera

### Club
Ha giocato nella prima divisione colombiana ed in quella messicana.

### Nazionale
Ha giocato nella nazionale colombiana Under-23.
Nell'ottobre del 2023 viene convocato per la prima volta in nazionale maggiore, con cui esordisce il 17 del mese stesso nel pareggio in casa dell'Ecuador (0-0).

## Statistiche

### Presenze e reti nei club
Statistiche aggiornate al 25 giugno 2025.
| Stagione               | Squadra                | Campionato             | Campionato | Campionato | Coppe nazionali | Coppe nazionali | Coppe nazionali | Coppe continentali | Coppe continentali | Coppe continentali | Altre coppe | Altre coppe | Altre coppe | Totale | Totale |
| Stagione               | Squadra                | Comp                   | Pres       | Reti       | Comp            | Pres            | Reti            | Comp               | Pres               | Reti               | Comp        | Pres        | Reti        | Pres   | Reti   |
| ---------------------- | ---------------------- | ---------------------- | ---------- | ---------- | --------------- | --------------- | --------------- | ------------------ | ------------------ | ------------------ | ----------- | ----------- | ----------- | ------ | ------ |
| 2017                   | Barranquilla           | B                      | 26+2       | 0          | CC              | 5               | 0               | -                  | -                  | -                  | -           | -           | -           | 33     | 0      |
| gen.-set. 2018         | Barranquilla           | B                      | 15         | 1          | CC              | 4               | 0               | -                  | -                  | -                  | -           | -           | -           | 19     | 1      |
| Totale Barranquilla    | Totale Barranquilla    | Totale Barranquilla    | 41+2       | 1          |                 | 9               | 0               |                    | -                  | -                  |             | -           | -           | 52     | 1      |
| 2018                   | Atlético Junior        | A                      | 6+3        | 0          | CC              | 3               | 0               | CS                 | 3                  | 0                  | -           | -           | -           | 15     | 0      |
| 2019                   | Atlético Junior        | A                      | 27+8       | 0          | CC              | 1               | 0               | CL                 | 5                  | 0                  | SL          | -           | -           | 41     | 0      |
| 2020                   | Atlético Junior        | A                      | 11         | 0          | CC              | 2               | 0               | CL                 | 1                  | 0                  | SL          | 1           | 0           | 15     | 0      |
| 2021                   | Atlético Junior        | A                      | 25+6       | 1          | CC              | 1               | 0               | CL+CS              | 9+1                | 1+0                | -           | -           | -           | 42     | 2      |
| Totale Atlético Junior | Totale Atlético Junior | Totale Atlético Junior | 69+17      | 1          |                 | 7               | 0               |                    | 19                 | 1                  |             | 1           | 0           | 113    | 2      |
| 2022                   | Newell's Old Boys      | PD                     | 22         | 3          | CA+CdL          | 3+14            | 0+0             | -                  | -                  | -                  | -           | -           | -           | 39     | 3      |
| 2023                   | Newell's Old Boys      | PD                     | 17         | 0          | CA              | 1               | 0               | CS                 | 4                  | 0                  | -           | -           | -           | 22     | 0      |
| Totale Newell's        | Totale Newell's        | Totale Newell's        | 39         | 3          |                 | 18              | 0               |                    | 4                  | 0                  |             | -           | -           | 61     | 3      |
| 2023-2024              | Cruz Azul              | PD                     | 28+5       | 2          | -               | -               | -               | -                  | -                  | -                  | LC          | 2           | 0           | 35     | 2      |
| 2024-2025              | Cruz Azul              | PD                     | 33+7       | 0          | -               | -               | -               | CCC                | 8                  | 0                  | LC          | 4           | 1           | 52     | 1      |
| 2025-2026              | Cruz Azul              | PD                     | 3          | 0          | -               | -               | -               | -                  | -                  | -                  | LC          | 0           | 0           | 3      | 0      |
| Totale Cruz Azul       | Totale Cruz Azul       | Totale Cruz Azul       | 64+12      | 2          |                 | -               | -               |                    | 8                  | 0                  |             | 6           | 1           | 90     | 3      |
| Totale carriera        | Totale carriera        | Totale carriera        | 244        | 7          |                 | 34              | 0               |                    | 31                 | 1                  |             | 7           | 1           | 316    | 9      |

## Palmarès

### Club

#### Competizioni nazionali
- Campionato colombiano: 2

Atlético Junior: 2018-II, 2019-I
- Súper Liga: 2

Atlético Junior: 2019, 2020

#### Competizioni internazionali
- CONCACAF Champions' Cup: 1

Cruz Azul: 2025